# Arctobyrrhus subcanus
Arctobyrrhus subcanus là một loài bọ cánh cứng trong họ Byrrhidae. Loài này được LeConte miêu tả khoa học năm 1878.